# راي غارتنر
راي غارتنر (بالإنجليزية: Ray Gartner)‏ هو لاعب دوري الرغبي أسترالي، ولد في 1934 في سيدني في أستراليا، وتوفي في 24 يناير 1983 في غرين آكر ‏ في أستراليا.